# 1992 en Libye
Chronologie de la Libye
- 1988
- 1989
- 1990
- 1991
- 1992
- 1993
- 1994
- 1995
- 1996

Cet article traite des événements qui se sont produits durant l'année 1992 en Libye ou qui concernent ce pays.

## Événements
- 21 janvier : résolution 731 du conseil de sécurité de l'ONU qui met en cause la Libye dans deux attentats ayant entraîné la destruction d'avions en vol : Attentat de Lockerbie et du vol UTA 772[1].
- 31 mars : résolution 748 du conseil de sécurité de l'ONU qui démarre l'embargo contre la Jamahiriya arabe libyenne, le régime de Mouammar Kadhafi. La Libye est accusée d'avoir organisé l'attentat de Lockerbie en 1988 et l'attentat du DC-10 d'UTA au Niger en 1989.

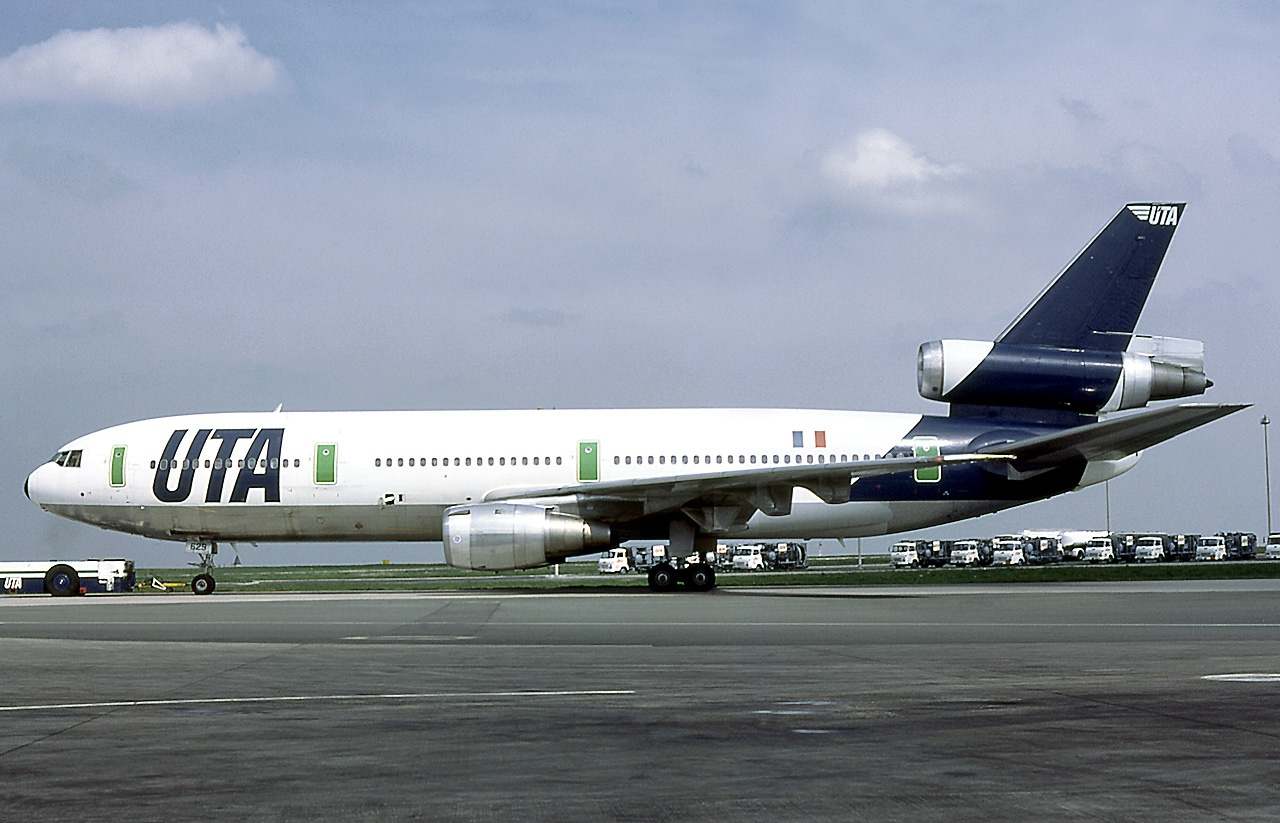
N54629, le DC-10 d'UTA impliqué dans l'accident, ici à l'aéroport de Paris-Charles-de-Gaulle en avril 1981.

- 22 décembre : un Boeing 727 assurant le vol Libyan Arab Airlines 1103, un vol intérieur régulier entre l'aéroport international de Benina, près de Benghazi, et l'aéroport international de Tripoli, avec 10 membres d'équipage et 147 passagers à bord, s'est désintégré en vol, à la suite d'une collision avec un MiG-23 de l'armée de l'air libyenne, au cours de la phase d'approche vers l'aéroport de Tripoli. Les 157 personnes à bord du vol 1103 ont été tuées, tandis que le pilote et l'instructeur du MiG-23 se sont éjectés et ont survécu.

## Sport
- La saison 1991-1992 du Championnat de Libye de football est la vingt-quatrième édition du championnat de première division libyen. Vingt-et-un clubs prennent part au championnat organisé par la fédération. Les équipes sont regroupées au sein d'une poule unique où elles rencontrent leurs adversaires une seule fois au cours de la saison. À l'issue du championnat, les trois derniers du classement sont relégués et remplacés par le champion de Second Division.